# Сайхан (Булган)
Сайхан (монг. Сайхан, красивый) — сомон аймака Булган, Монголия.
Центр сомона — усадьба Хурэмт находится в 111 километрах от города Булган и в 420 километрах от столицы страны — Улан-Батора.
Развита сфера обслуживания, имеются дома отдыха, школа, больница.
Население 3559 человек в 2022 году.

## География
В центральной и северной части сомона возвышаются горы Бурэн Дулаанхаан, Рашаант, Жаргалант (2050 метров). В западной и южной части простираются долины рек Орхон и Хануй. Здесь водятся косули, зайцы, корсаки, волки, лисы, тарбаганы и др.
Климат резко континентальный. Средняя температура января −23°С, июля +17-19°С. Годовая норма осадков составляет 250—400 мм.
Имеются богатые запасы каменного угля, графита, стали, сырья для строительных материалов.

## Добыча угля
В 25 километрах к северо-западу от центра сомона расположен угольный рудник и поселение Сайхан-Овоо. Численность жителей достигает 500 человек.
Запасы сырья в данном месторождении оцениваются в 190 млн тонн угля.

## Известные люди
- Найдангийн Тувшинбаяр (род. 1984) — дзюдоист, первый олимпийский чемпион Монголии.
- Жадамбын Нэхийт (1914-1983) —  Герой Монгольской Народной Республики.
- Самданжамцын Лхагвадорж  (1919-1948) —  Герой Монгольской Народной Республики.